# رئويات عمومية
رئويات عمومية (الاسم العلمي: Panpulmonata)، فرع حيوي تصنيفي من الرخوياتوالبزاقات ينتمي إلى الفرع الحيوي متباينات الخيشوم والذي ينتمي إلى الفرع الحيوي العيثنور.